# Alcis limitropha
Alcis limitropha là một loài bướm đêm trong họ Geometridae.